# Gwiazda orderowa

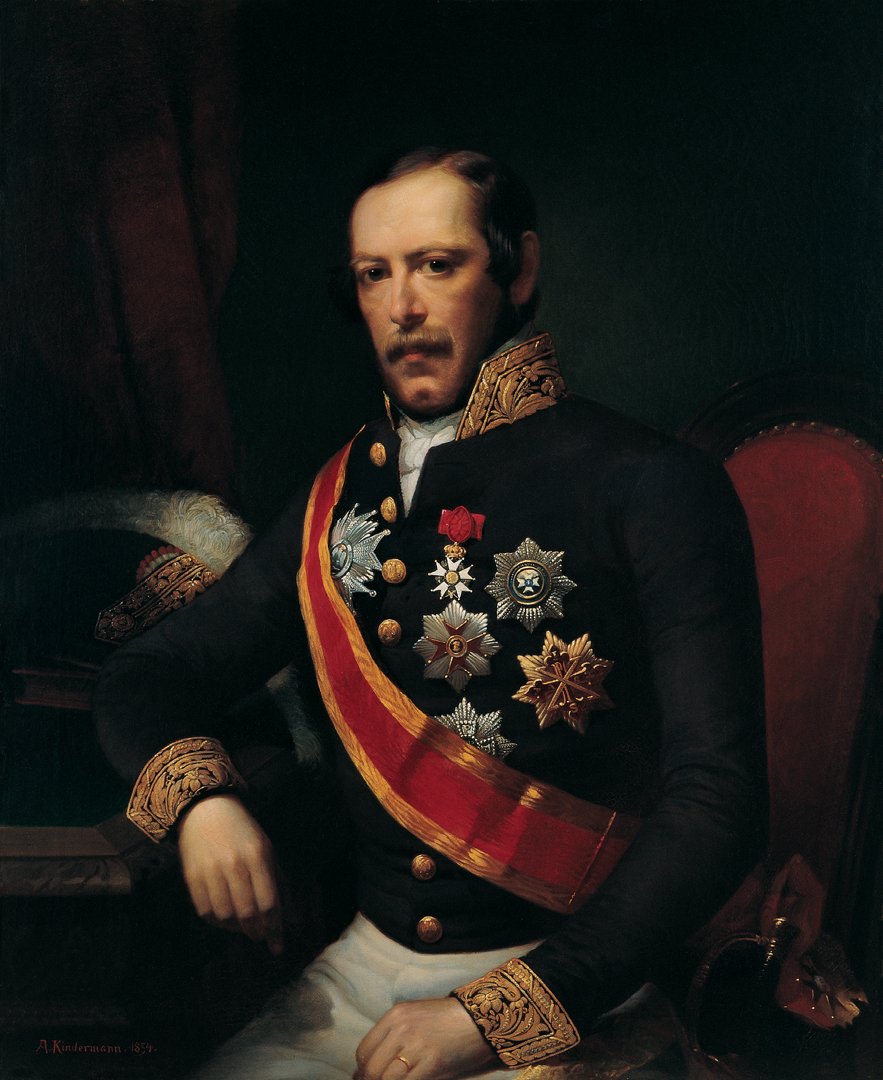
Układ kilku gwiazd orderowych

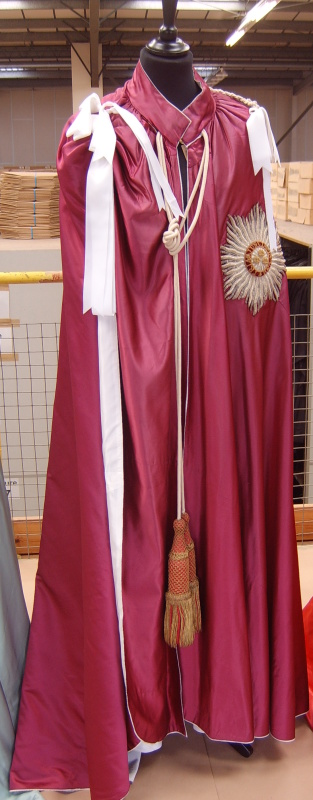
Gwiazda Orderu Łaźni na płaszczu orderowym

Gwiazda orderowa – rodzaj insygniów orderowych, a zarazem specyficzny układ falerystyczny zawierający na ogół godło orderu nałożone na gwiazdę cztero-, pięcio-, a najczęściej ośmiopromienną. W niektórych dawnych tradycjach orderowych występuje na płaszczu orderowym. W systemach współczesnych orderów stanowi element najwyższej lub najwyższych klas orderowych. Noszona jest poniżej prawej lub lewej piersi, wraz z orderem na wstędze lub wstążce, rzadziej sama. Może być również noszona wraz z miniaturkami orderowymi. W przypadku posiadania kilku gwiazd orderowych, ich wzajemne ułożenie podlega obowiązującej precedencji.

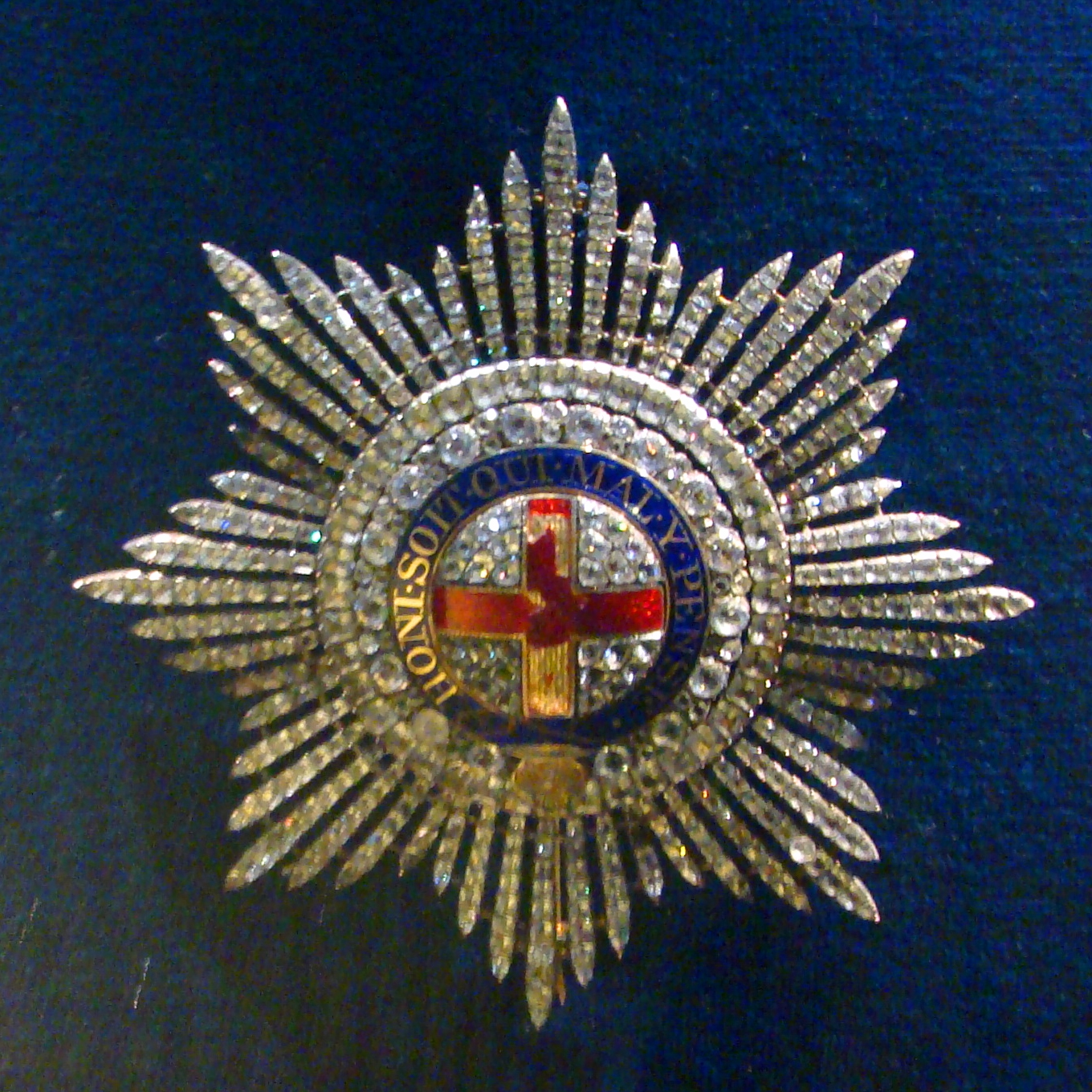
Gwiazda Orderu Podwiązki
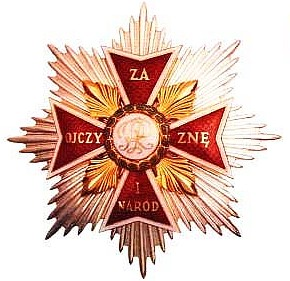
Gwiazda Orła Białego
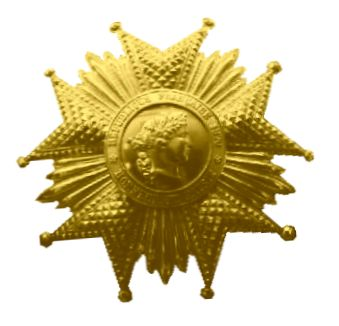
Gwiazda Legii Honorowej
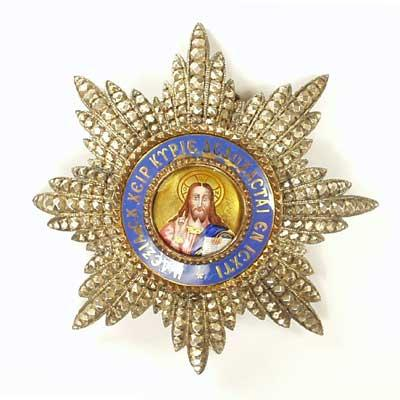
Gwiazda Orderu Zbawiciela
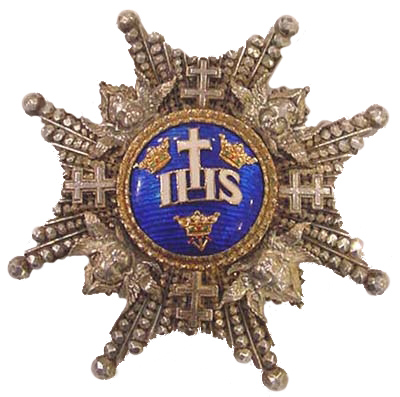
Gwiazda Orderu Serafinów
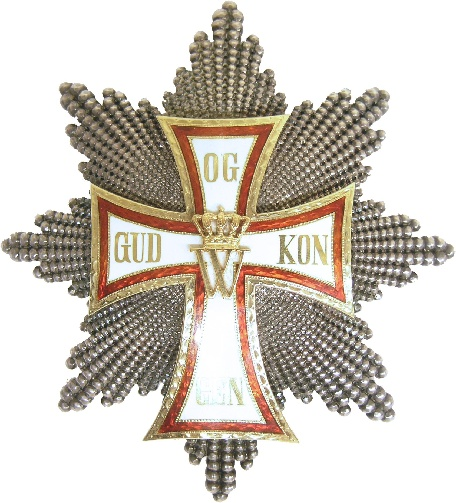
Gwiazda Orderu Dannebroga
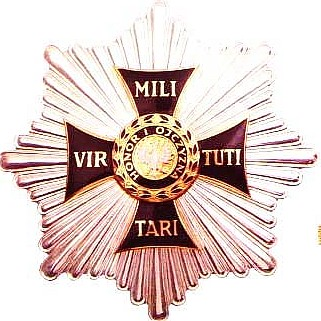
Gwiazda Orderu Virtuti Militari
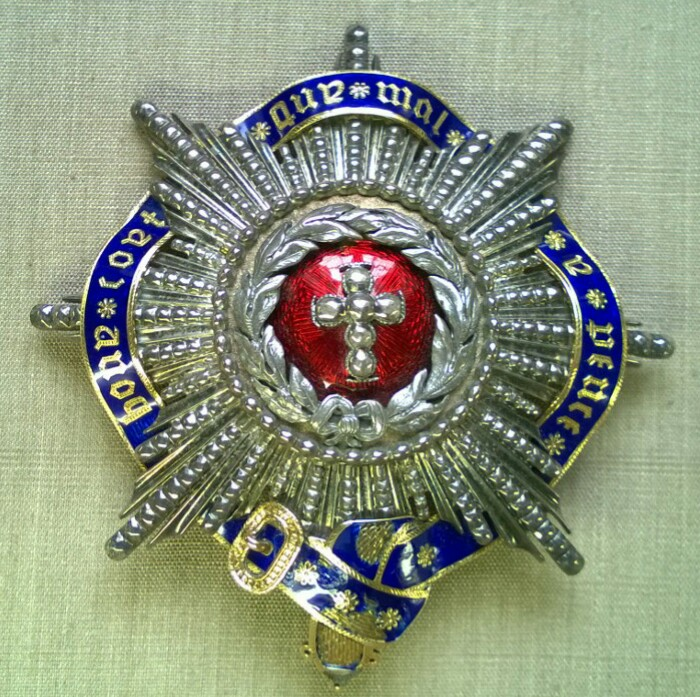
Gwiazda Orderu Słonia otoczona podwiązką Orderu Podwiązki